# Liste der Nummer-eins-Hits in den Hot 100 Airplay (2004)
Diese Liste enthält alle Nummer-eins-Hits in den Hot 100 Airplay Charts im Jahr 2004. Es handelt sich hierbei um die Charts mit den von den Radiostationen in den USA am häufigsten gespielten Musiktiteln, die vom US-amerikanischen Magazin Billboard veröffentlicht wurden. In diesem Jahr gab es zehn Spitzenreiter.
| Singles |
| --- |
| - OutKast – Hey Ya! - 9 Wochen (13. Dezember 2003 – 13. Februar 2004) - Twista feat. Kanye West & Jamie Foxx – Slow Jamz - 2 Wochen (14. Februar – 27. Februar) - Usher feat. Lil Jon & Ludacris – Yeah! - 12 Wochen (28. Februar – 21. Mai) - Usher – Burn - 8 Wochen (22. Mai – 16. Juli) - Usher – Confessions Part II - 3 Wochen (17. Juli – 6. August) - Juvenile feat. Soulja Slim – Slow Motion - 2 Wochen (7. August – 20. August) - The Terror Squad – Lean Back - 3 Wochen (21. August – 10. September) - Ciara feat. Petey Pablo – Goodies - 7 Wochen (11. September – 29. Oktober) - Usher feat. Alicia Keys – My Boo - 6 Wochen (30. Oktober – 10. Dezember) - Snoop Dogg feat. Pharrell – Drop It Like It’s Hot - 3 Wochen (11. Dezember – 31. Dezember) |